# Ambrogio de Predis
Ambrogio de Predis (* um 1455; † nach 1508; auch Giovanni Ambrogio de Predis) war ein italienischer Maler.

## Leben
De Predis war Hofmaler Lodovico Sforzas in Mailand bis zu dessen Vertreibung 1499; Hofmaler des deutschen Königs und späteren Kaisers Maximilian I. und dessen zweiter Gemahlin Bianca Maria Sforza in Innsbruck 1493/94 und wieder 1502 und 1506. Hauptsächlich ist er bekannt als Porträtist.
1483 wurden Ambrogio de Predis, dessen Bruder Evangelista und Leonardo da Vinci mit dem Altargemälde für San Francesco Grande in Mailand beauftragt. Die Rolle Ambrogios bei den beiden daraus entstandenen Versionen der Felsgrottenmadonna ist umstritten, eine direkte Mitarbeit kommt nur für die 1508 vollendete, spätere Fassung in der National Gallery, London in Frage.

## Werke

### Zugeschriebene Werke (Auswahl)
- Die Dame mit dem Perlennetz (ca. 1485–1500, Pinacoteca Ambrosiana, Mailand, evtl. in Zusammenarbeit mit Leonardo da Vinci)[1]
- Profilporträt der Bianca Maria Sforza (ca. 1493, National Gallery of Art, Washington, D.C.)[2]
- Profilporträt der Bianca Maria Sforza (ca. 1493–95, Kunsthistorisches Museum, Wien)
- Profilporträt eines jungen Mannes (ca. 1500, Museum of Fine Arts, Houston)
- Profilporträt eines Mannes (ca. 1500, Galleria degli Uffizi, Florenz)
- Profilporträt Maximilians I. (1502, Kunsthistorisches Museum, Wien)

### Umstrittene Werke
- Porträt des Francesco di Bartolomeo Archinto (1494, National Gallery London)[3]
- Junge Dame mit Kirschen (ca. 1491–95, Metropolitan Museum of Art, New York)[4]
- Porträt von Gian Galeazzo Maria Sforza als heiliger Sebastian (ca. 1483, Cleveland Museum of Art, Cleveland).
- Bildnis des Pietro Bembo und Bildnis des Jacopo Sannazaro (Universitätsbibliothek Leipzig, zugeschrieben durch Cornelius Gurlitt[5] mit Verweis auf Lermolieff,[6] später von Dieter Koepplin als mögliche Werke Cranachs d. Ä. vorgeschlagen.[7])

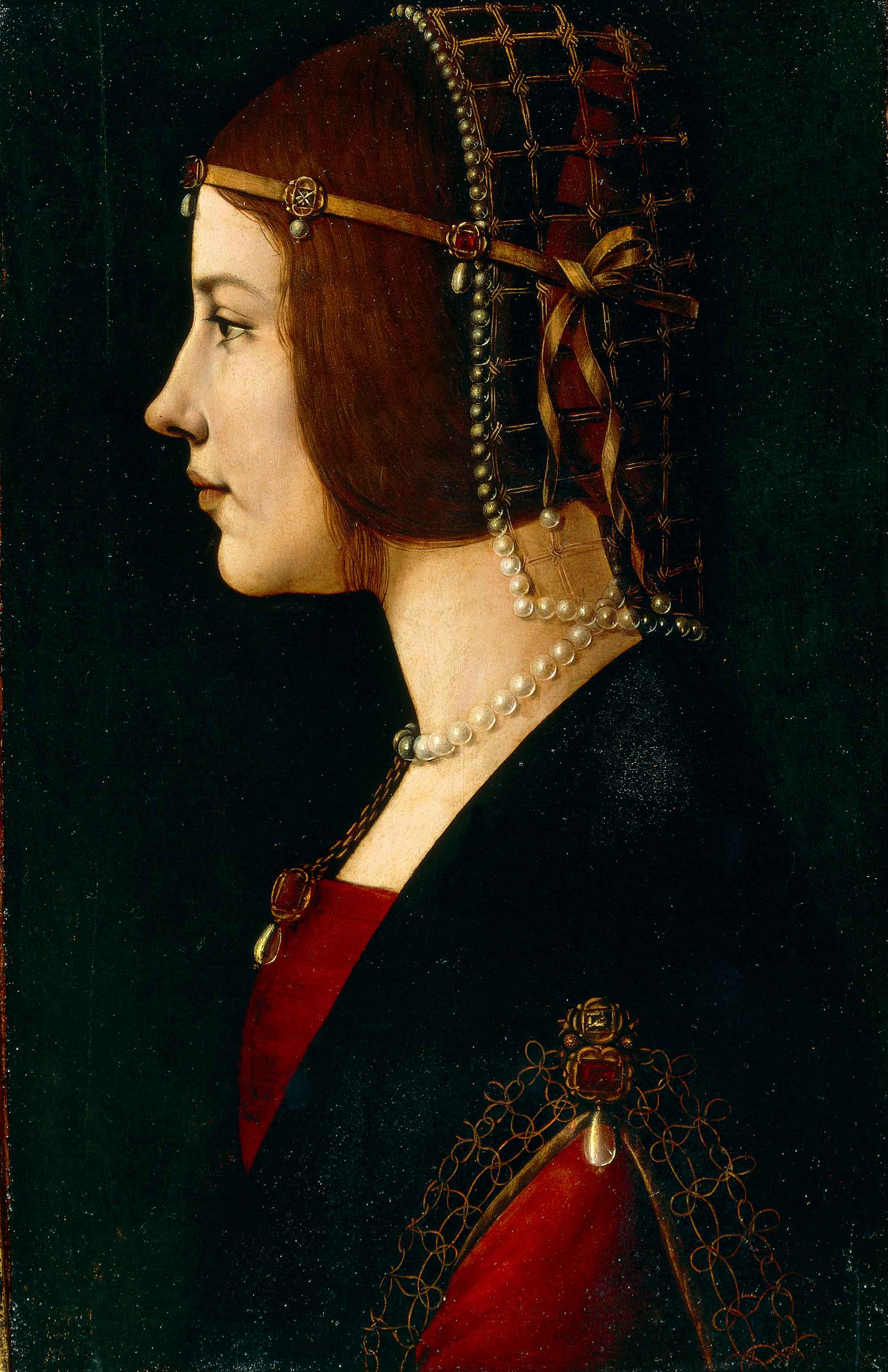
Die Dame mit dem Perlennetz (ca. 1485–1500)
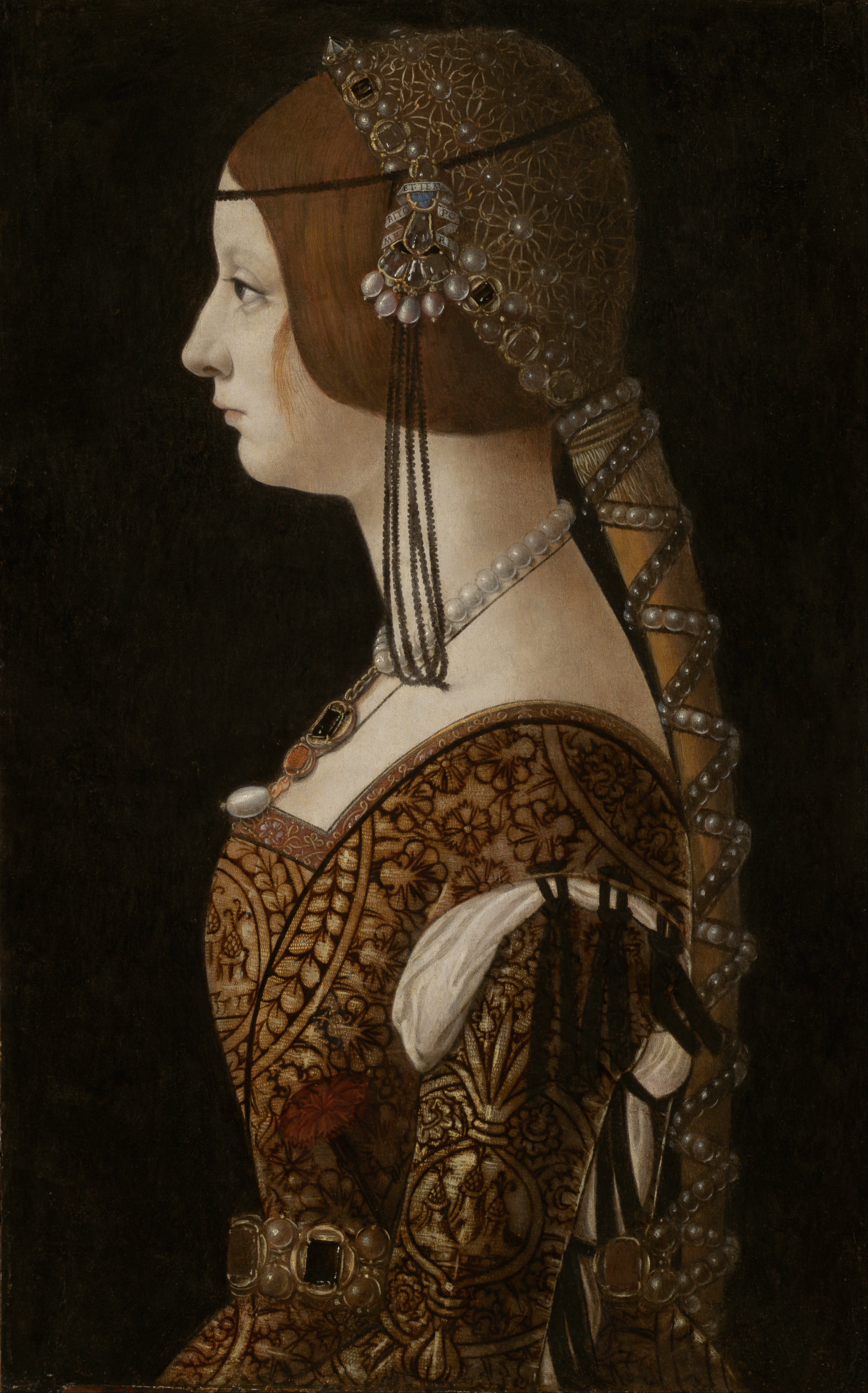
Bianca Maria Sforza (National Gallery of Art Washington, ca. 1493)
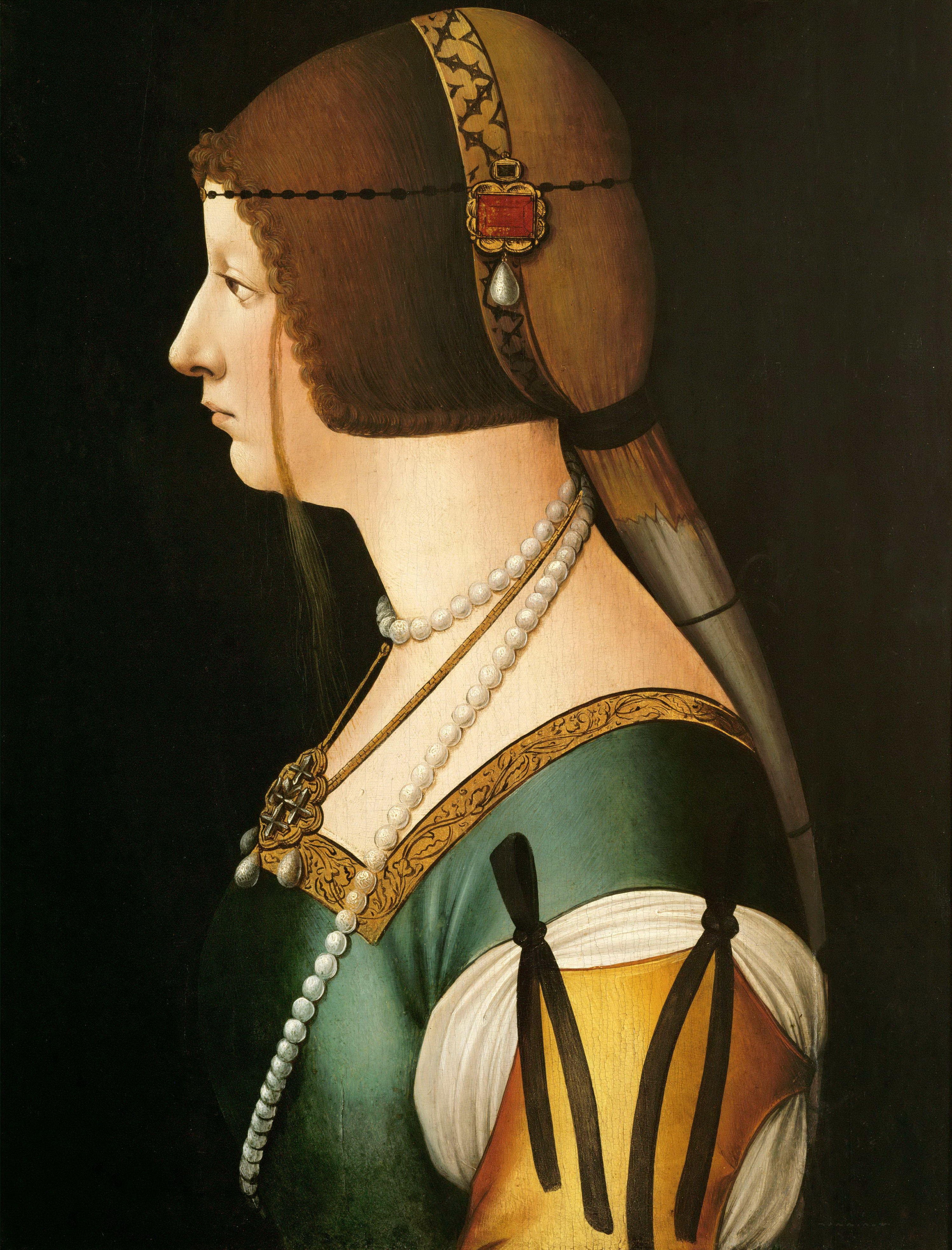
Bianca Maria Sforza (Kunsthistorisches Museum Wien, ca. 1493–95)
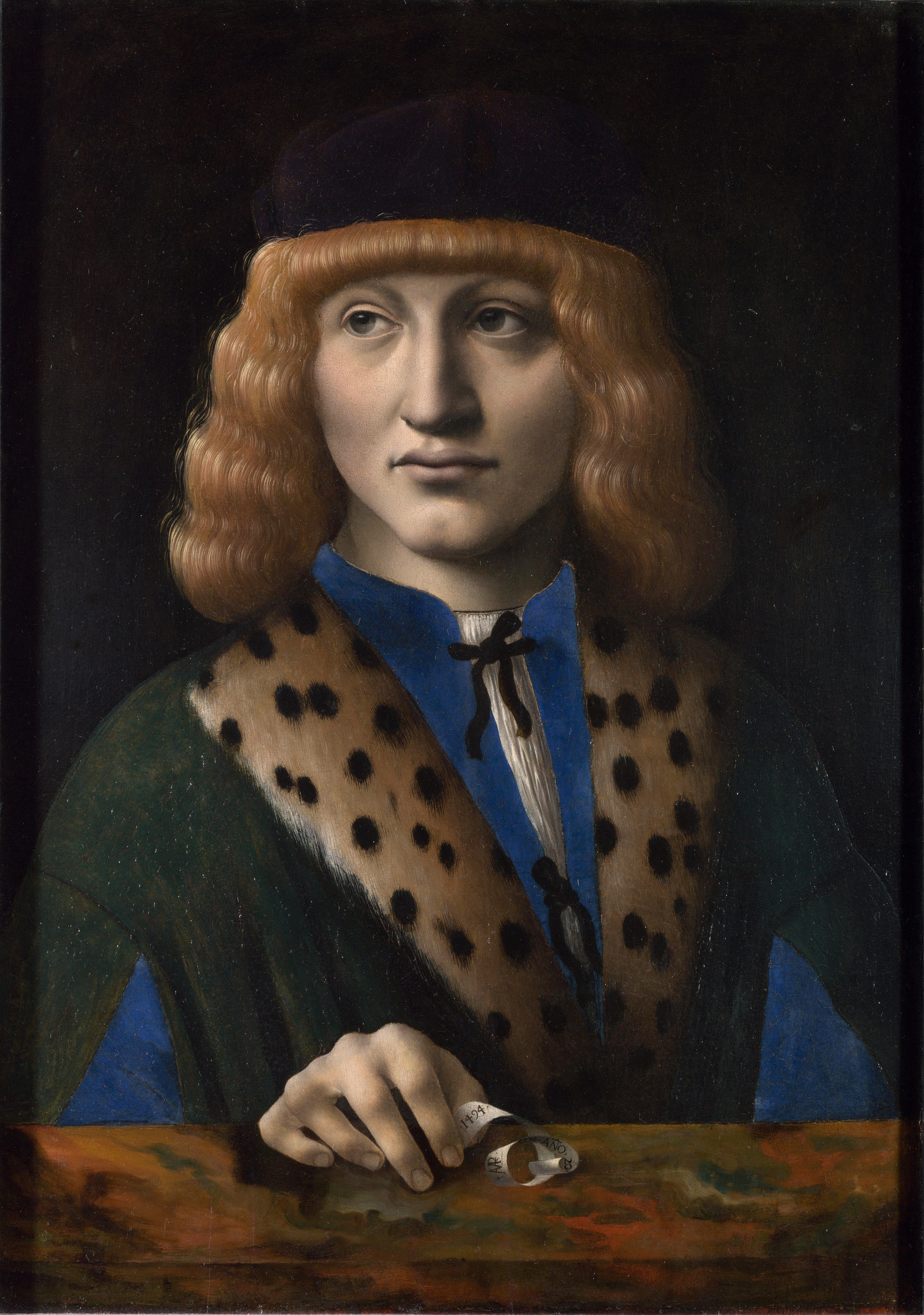
Porträt des Francesco di Bartolomeo Archinto (1494)
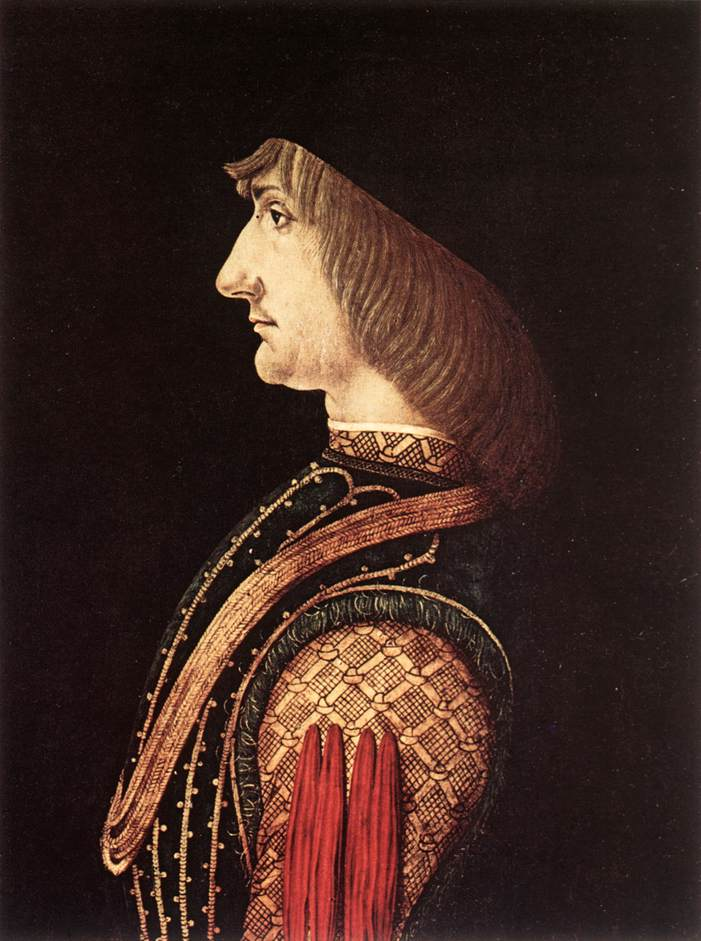
Profilporträt eines Mannes (ca. 1500)
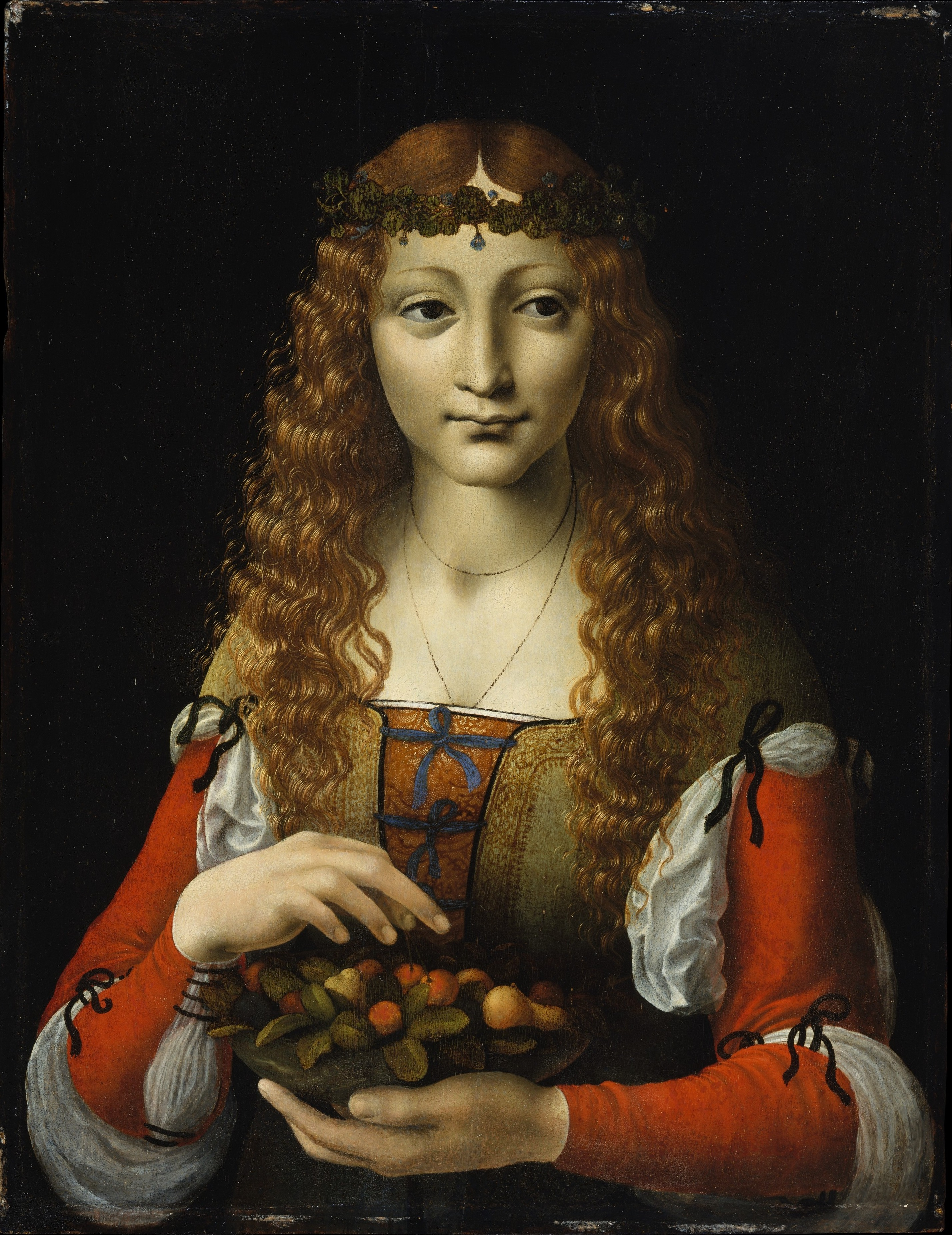
Junge Dame mit Kirschen (ca. 1491–95)
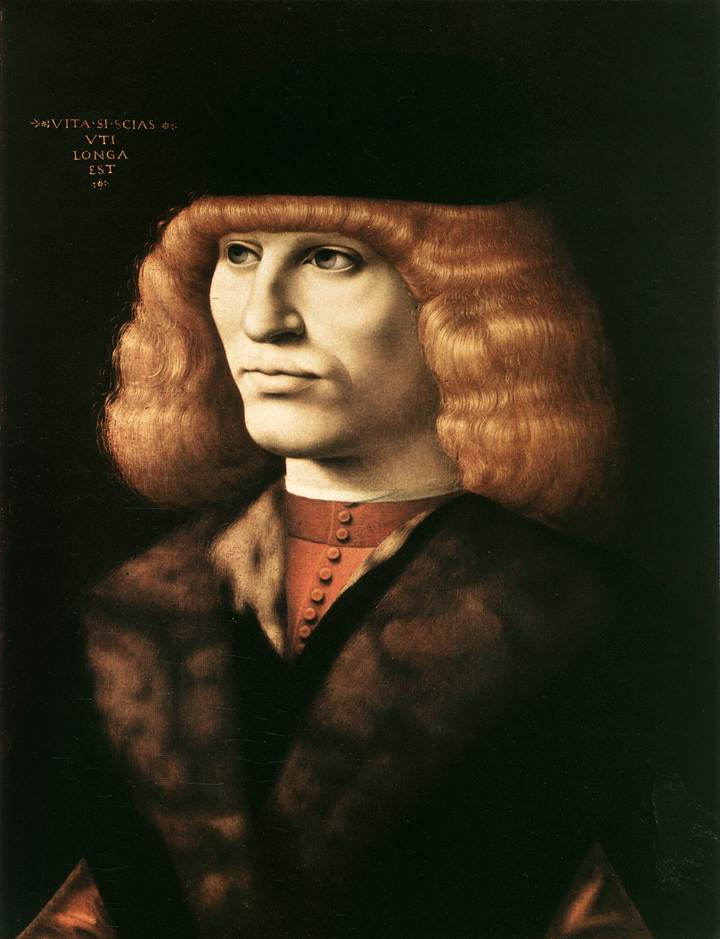
Profilporträt eines jungen Mannes (ca. 1500)
Porträt von Gian Galeazzo Maria Sforza als heiliger Sebastian (ca. 1483)
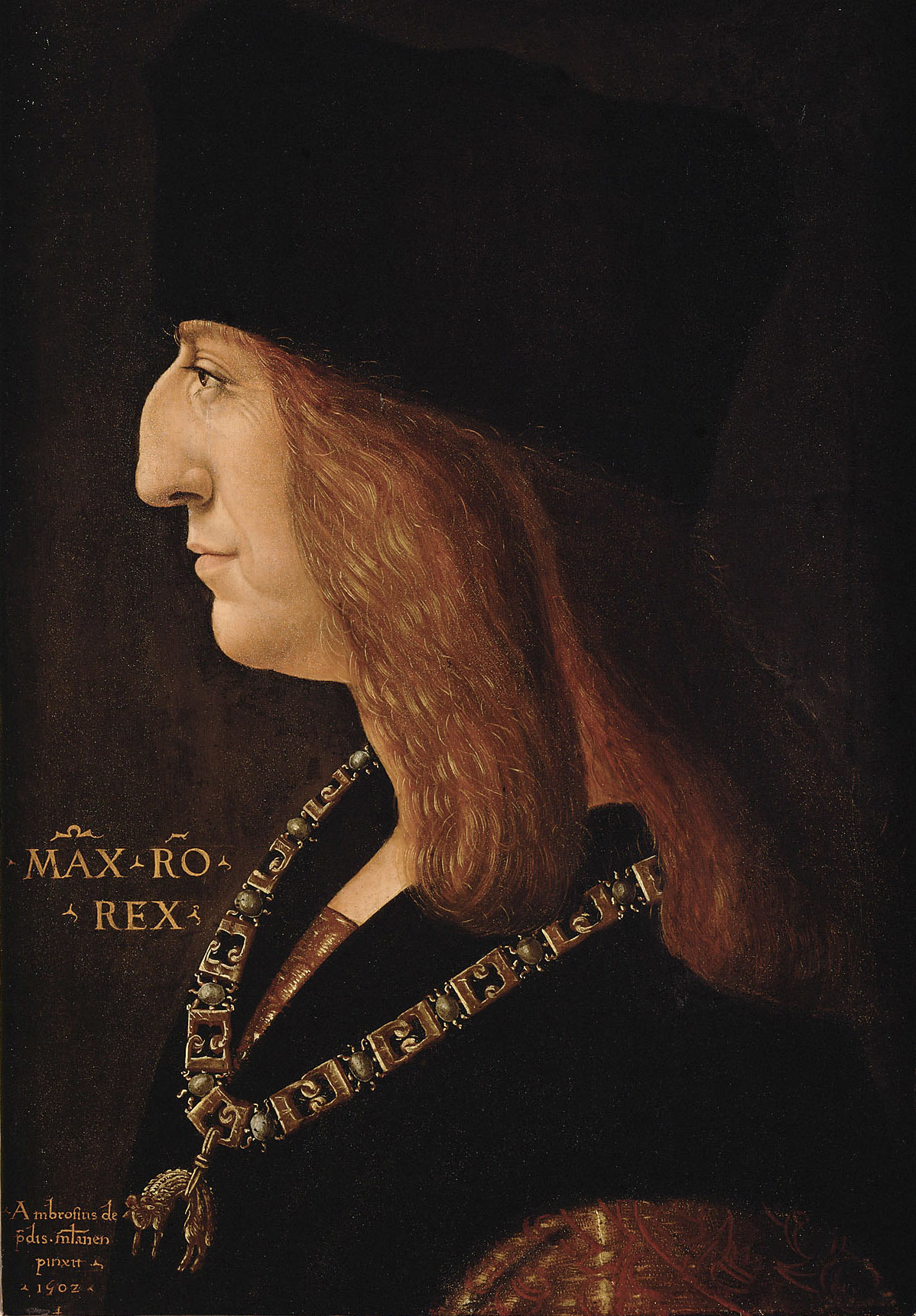
Kaiser Maximilian I. (Kunsthistorisches Museum Wien, 1502)